# Daniel Micallef
Daniel Micallef (* 8. Juni 1928 in Rabat; † 9. Dezember 2022) war ein maltesischer Diplomat, Politiker der Partit Laburista (PL) und Sprecher des Repräsentantenhauses (Speaker of the House).

## Leben
Nach dem Schulbesuch absolvierte er ein Studium der Medizin und war nach erfolgter Promotion zum Doktor der Medizin als Arzt tätig.
Bereits 1962 wurde er von mehreren Parteien für eine Kandidatur als Abgeordneter umworben. Micallef begann seine politische Laufbahn bei der Wahl von 1962, als er als Vertreter der Christian’s Workers Party von Toni Pellegrino zum Abgeordneten des Wahlkreises 9 gewählt wurde. Noch während der bis 1966 laufenden Legislaturperiode trat er jedoch als Abgeordneter zurück.
Bei der Wahl 1971 wurde er als Kandidat der Partit Laburista zum Abgeordneten des Parlaments gewählt, wo er zunächst erneut die Interessen des Wahlkreises 9 vertrat. Bei den Wahlen 1976, 1981 und 1987 wurde er jeweils als Abgeordneter wieder gewählt, wobei er nunmehr bis 1992 den Wahlkreis 11 vertrat.
Des Weiteren war er zwischen Oktober 1971 und Oktober 1975 sowie erneut von Mai 1981 bis April 1982 Ersatzmitglied Maltas in der Parlamentarischen Versammlung des Europarates. Dort vertrat er sein Heimatland vom 25. September 1985 bis zum 1. Oktober 1986 als Vollmitglied. Zeitweise war er auch Vizepräsident der Europäischen Versammlung.
Im Februar 1982 wurde er als Nachfolger von Kalcidon Agius zum Sprecher des Repräsentantenhauses (Speaker of the House) gewählt. Im Juli 1986 folgte ihm Paul Xuereb als Speaker of the House.
Nach seinem Ausscheiden aus dem Parlament war er von Juli 1986 bis Mai 1987 Minister für Erziehung und Umwelt im Kabinett von Premierminister Carmelo Mifsud Bonniċi.
Später war Micallef zwischen 1997 und 1999 Botschafter beim Heiligen Stuhl und nahm als solcher unter anderem 1997 als Vertreter Maltas am von Papst Johannes Paul II. eröffneten 2. Weltfamilientag der Katholischen Kirche in Rio de Janeiro teil.
Darüber hinaus setzte er sich für die Durchführung medizinischer Hilfsprojekte in Albanien ein.
Als sich nach dem Rücktritt des Vorsitzenden der Partit Laburista, Alfred Sant, aufgrund der knappen Wahlniederlage bei den Parlamentswahlen 2008 neben George Abela, Evarist Bartolo, Michael Falzon und Joseph Muscat um dessen Nachfolge als Parteivorsitzender bewarben, unterstützte Micallef neben dem früheren langjährigen Gesundheitsminister Vincent Moran die einzige Kandidatin, Marie Louise Coleiro Preca.